# Marian Thayer
Marian Longstreth Thayer, nata Morris (Filadelfia, 9 novembre 1872 – Haverford, 14 aprile 1944), è stata una socialite statunitense, moglie dell'imprenditore John Borland Thayer e madre di Jack Thayer, oltre che superstite del naufragio del RMS Titanic.

## Biografia

### Primi anni

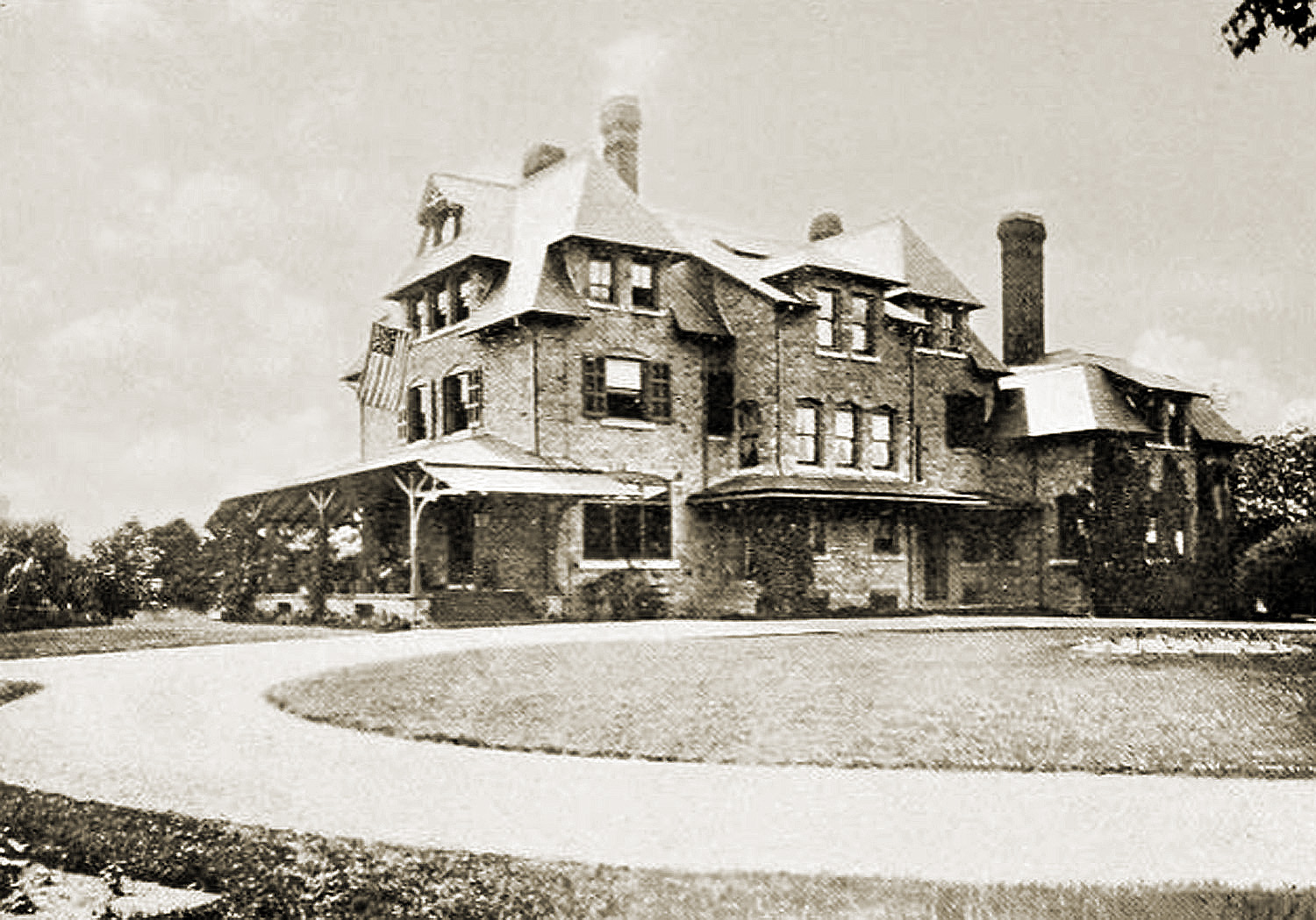
La casa nella tenuta di Dundale, Villanova, in cui Marian trascorse gran parte della sua infanzia

Marian Longstreth Morris nacque a Filadelfia nel 1872, una dei sette figli (tre maschi e quattro femmine) di Frederick Wistar Morris e Elizabeth Flower Paul.
Il padre lavorava nella Morris Wheeler and Co., l'azienda di famiglia, specializzata nel campo della siderurgia. Il nonno, Israel Morris II, proprietario dell'azienda, acquistò la Dundale Estate a Villanova, in Pennsylvania, come residenza di campagna per sé e per i suoi figli. In questa tenuta fece costruire diverse case di vaste dimensioni per i suoi figli, una delle quali per Frederick (quella mostrata nella fotografia a lato). Fu in questa casa che Marian trascorse gran parte della sua infanzia.
Il 9 novembre 1893, all'età di 21 anni, Marian sposò John Borland Thayer, all'epoca un semplice impiegato dell'amministrazione ferroviaria. Nel corso degli anni John ottenne varie promozioni fino ad arrivare a ricoprire il ruolo di vicepresidente della Pennsylvania Railroad.
La coppia ebbe quattro figli: John Borland Thayer III (1894-1945), detto Jack, Frederick Morris Thayer (1896-1956), Margaret Thayer (1898-1960), futura consorte del terzo segretario all'aeronautica degli Stati Uniti d'America Harold Elstner Talbott, e Pauline Thayer (1901-1981), futura moglie di Henry Hoffman Dolan. I Thayer vivevano ad Haverford, in Pennsylvania, in una casa molto grande denominata Redwood.

### Titanic
Nell'aprile 1912 i coniugi Thayer, assieme al figlio primogenito Jack e alla loro domestica Margaret Fleming, s'imbarcarono sul RMS Titanic a Cherbourg e alloggiarono nelle cabine C68 e C70. Erano di ritorno da un viaggio in Europa come ospiti dell'agente consolare di Berlino. Nel pomeriggio del 14 aprile Marian e la sua amica Emily Ryerson, durante una passeggiata sul ponte, incontrarono l'amministratore delegato della White Star Line Joseph Bruce Ismay, il quale mostrò loro un telegramma che segnalava la presenza di iceberg nella zona.
Dopo che Titanic colpì l'iceberg, Marian e la sua domestica furono messe al sicuro sulla lancia di salvataggio n.4, assieme ad altre donne di prima classe come Madeleine Astor, Lucile Carter ed Emily Ryerson. Marian fu una dei pochi superstiti ad affermare che la nave si spezzò in due tronconi prima di colare definitivamente a picco, fatto che andava contro la credenza popolare e venne provato soltanto con il ritrovamento del relitto nel 1985; ecco il suo resoconto della tragedia:
"We pulled back to where the vessel had sunk and on our way picked up six men who were swimming – two of whom were drunk and gave us much trouble all the time. The six men we picked up were hauled into the boat by the women. Two of these men died in the boat. The boat we were in started to take in water; I do not know how. We had to bail. I was standing in ice cold water up to the top of my boots all the time, and rowing continuously for nearly five hours. We took off about fifteen more people who were standing on a capsized boat. In all, our boat had by that time sixty-five or sixty-six people. There was no room to sit down in our boat, so we all stood, except some sitting along the side.
"The boat I was in was picked up by the Carpathia at 7 a.m. on Monday, we having rowed three miles to her, as we could not wait for her to come up on account of our boat taking in so much water that we would not have stayed afloat much longer."»
"Tornammo sul luogo in cui la nave era affondata e lungo il tragitto caricammo a bordo sei naufraghi, due dei quali erano ubriachi e ci diedero molti problemi per tutto il tempo. I sei uomini che raccogliemmo furono trascinati sulla lancia dalle donne. Due di questi uomini morirono sulla barca. La lancia in cui ci trovavamo iniziò ad imbarcare acqua, non so come. Dovemmo sgottare. Stetti per tutto il tempo in piedi con l'acqua ghiacciata fino alla cima dei miei stivali e remando continuamente per quasi cinque ore. Caricammo circa quindici persone che stavano su una zattera rovesciata. In totale, in quel momento la nostra lancia aveva sessantacinque o sessantasei persone. Non c'era spazio per sedersi sulla nostra lancia, quindi stemmo tutti in piedi, tranne alcuni che rimasero seduti lungo il bordo.
"La lancia in cui mi trovavo fu captata dal Carpathia alle 7 di lunedì, dopo aver remato per tre miglia verso di essa, poiché non potevamo aspettare che arrivasse da noi dato che la nostra lancia stava imbarcando così tanta acqua che non saremmo rimasti a galla molto a lungo."»
(Affidavit di Marian Thayer)

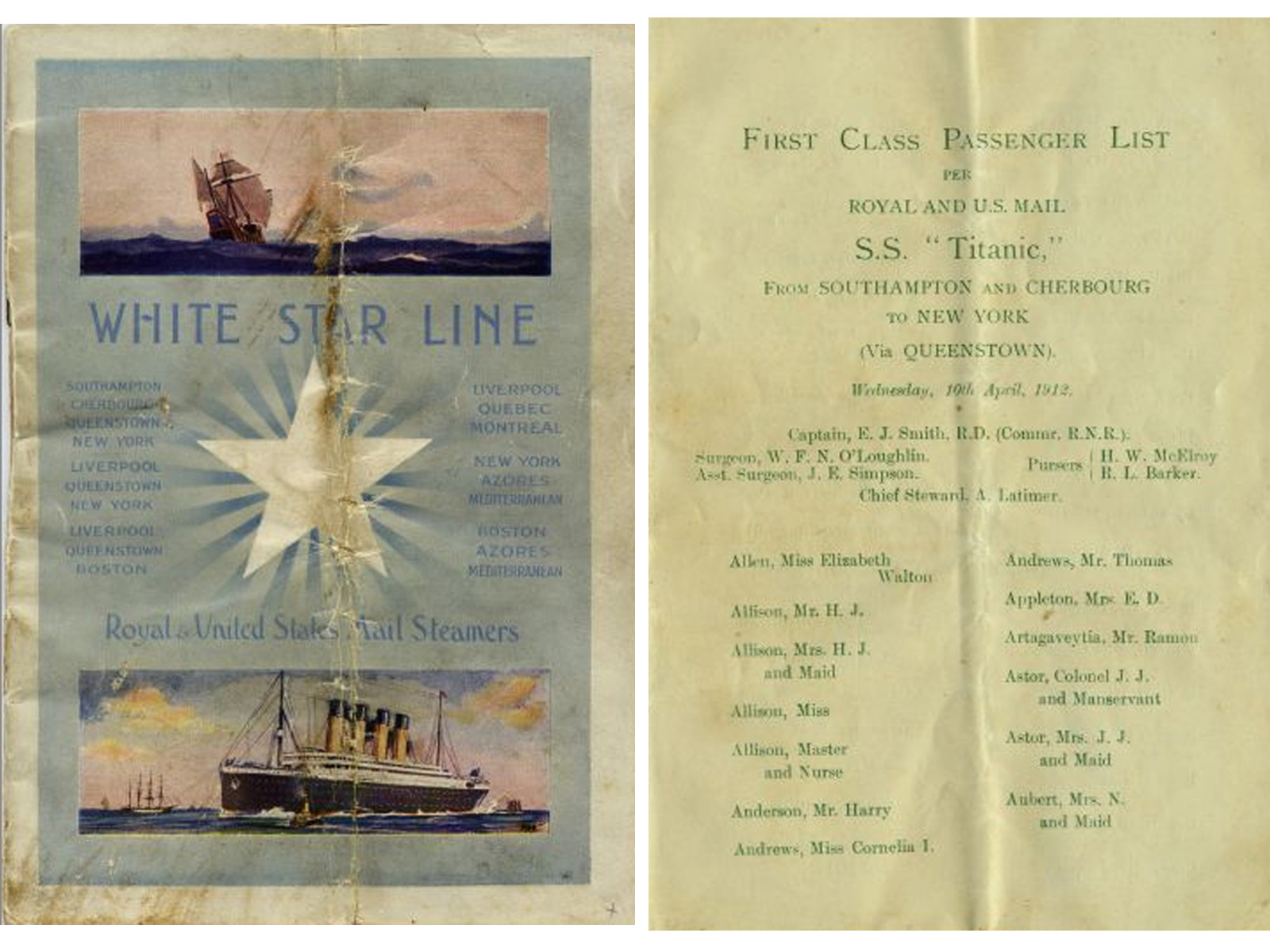
L'opuscolo che Marian mise inavvertitamente nella tasca del suo soprabito quando fuggì dal Titanic.

Marian, la cameriera e il figlio Jack sopravvissero al naufragio del Titanic, mentre il marito perì. Quando il Carpathia attraccò al porto di New York, il fratello di Marian era lì per incontrarli e li riportò a casa a Haverford, su un treno speciale che era stato organizzato per i sopravvissuti. Inconsapevolmente Marian aveva ancora nella tasca del suo cappotto l'opuscolo della White Star Line che conteneva informazioni sul Titanic e un elenco dei passeggeri di prima classe.

### Dopo il disastro delTitanic
Al contrario di molte delle donne rimaste vedove nel naufragio del Titanic, Marian non si risposò mai e rimase a vivere nella sua abitazione di Haverford. Poco dopo la tragedia, partecipò assieme a Madeleine Astor ad un pranzo organizzato per ringraziare Arthur Rostron, capitano del Carpathia, e il dottor Frank McGee, chirurgo della nave, per la loro assistenza durante le operazioni di salvataggio. Successivamente, Marian invitò i due uomini a rimanere per alcuni giorni nella sua casa di Haverford, dove lei, il figlio Jack e altri passeggeri del Titanic ebbero modo di esprimere la loro gratitudine.
Marian Thayer morì nella sua abitazione il 14 aprile 1944, esattamente 32 anni dopo il naufragio del Titanic, all'età di 71 anni.